# سوست (هلند)
سوست (به هلندی: Soest) یک منطقهٔ مسکونی در هلند است که در استان اوترخت واقع شده‌است.

## خصوصیات
سوست ۱۳ متر بالاتر از سطح دریا واقع شده‌است.

## خواهرخوانده
شهر زوئست، آلمان خواهرخواندهٔ سوست (هلند) است.